# شيفان السفلي (زاز الشرقي)
شیفان السفلی (بالفارسية: شیفان سفلی) هي قرية تقع في إيران في قسم زاز الشرقي الریفي. يقدر عدد سكانها بـ 52 نسمة بحسب إحصاء 2016.